# (1705) Tapio
(1705) Tapio – planetoida z pasa głównego asteroid okrążająca Słońce w ciągu 3 lat i 179 dni w średniej odległości 2,3 au. Została odkryta 29 września 1941 roku w Obserwatorium Iso-Heikkilä w Turku przez Liisi Otermę. Nazwa planetoidy pochodzi od Tapio, postaci z fińskiego eposu narodowego Kalevala. Przed nadaniem nazwy planetoida nosiła oznaczenie tymczasowe (1705) 1941 SL1.